# Britta Ernst
Britta Ernst (ur. 23 lutego 1961 w Hamburgu) – niemiecka polityk, działaczka SPD, deputowana do parlamentu Hamburga (1997–2011), minister oświaty w rządach landowych Szlewiku-Holsztyna (2014–2017) oraz Brandenburgii (2017–2023).

## Życiorys
Po maturze rozpoczęła przyuczenie do zawodu maklera. Następnie ukończyła studia ekonomiczne na Hamburger Universität für Wirtschaft und Politik. Od 1978 roku związana z Socjaldemokratyczną Partia Niemiec (SPD). W latach 1991–1993 radna rady dzielnicy Hamburga – Altony. Od 1994 do 1997 roku była osobistym sekretarzem hamburskiego senatora Thomasa Mirowa.
W 1997 roku wybrana do parlamentu Hamburga z list SPD, funkcję sprawowała do 2011 roku. Następnie pracowała w klubie parlamentarnym SPD w Bundestagu.
16 września 2014 została mianowana ministrem oświaty w rządzie landowym Szlezwiku-Holsztyna. Od 28 września 2017 była ministrem oświaty w rządzie Brandenburgii. W kwietniu 2023 roku zrezygnowała z funkcji ministerialnej.

## Życie prywatne
Od 1998 roku żona Olafa Scholza. Para jest bezdzietna.